# Pingasa
Pingasa är ett släkte av fjärilar. Pingasa ingår i familjen mätare.

## Bildgalleri

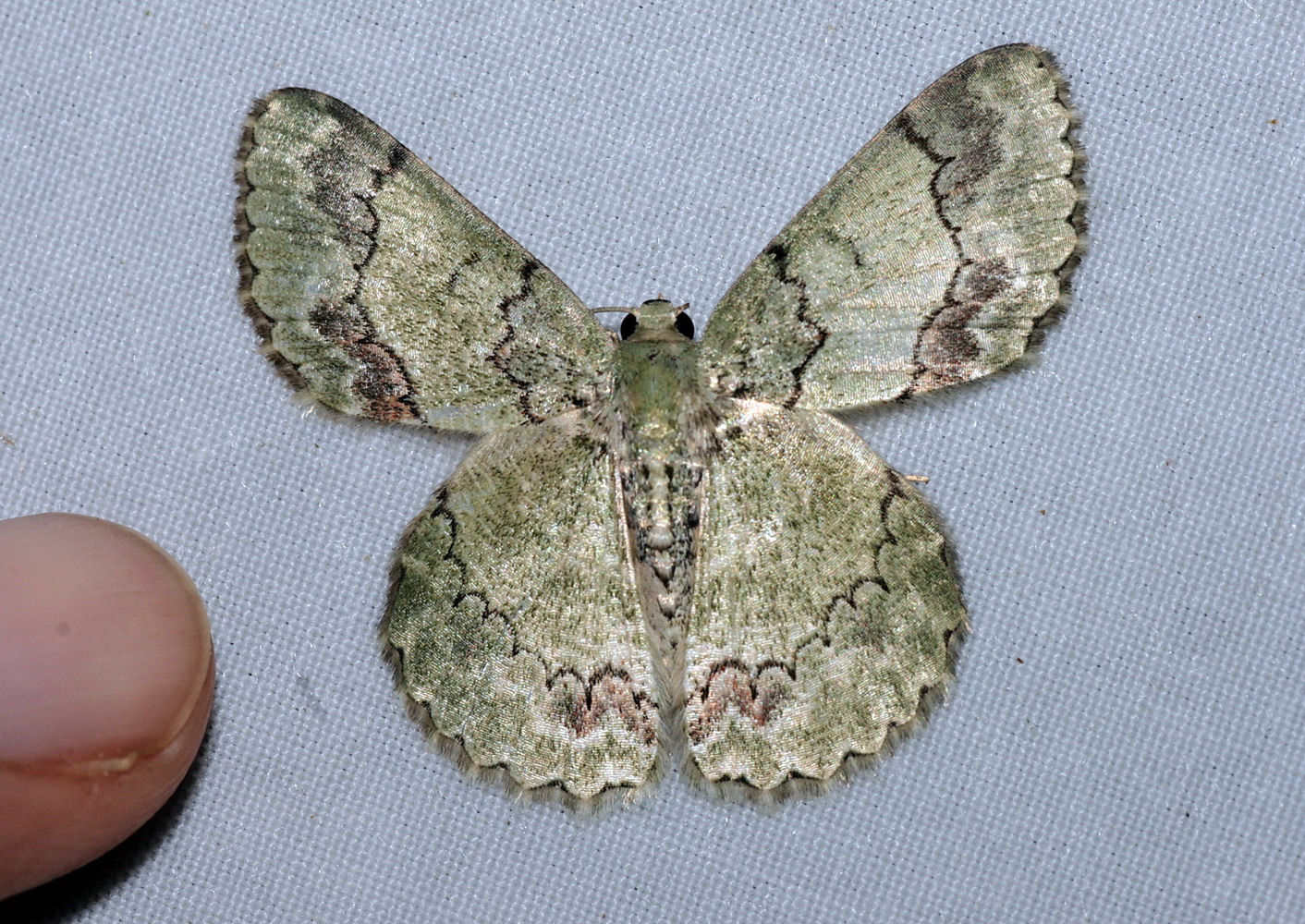
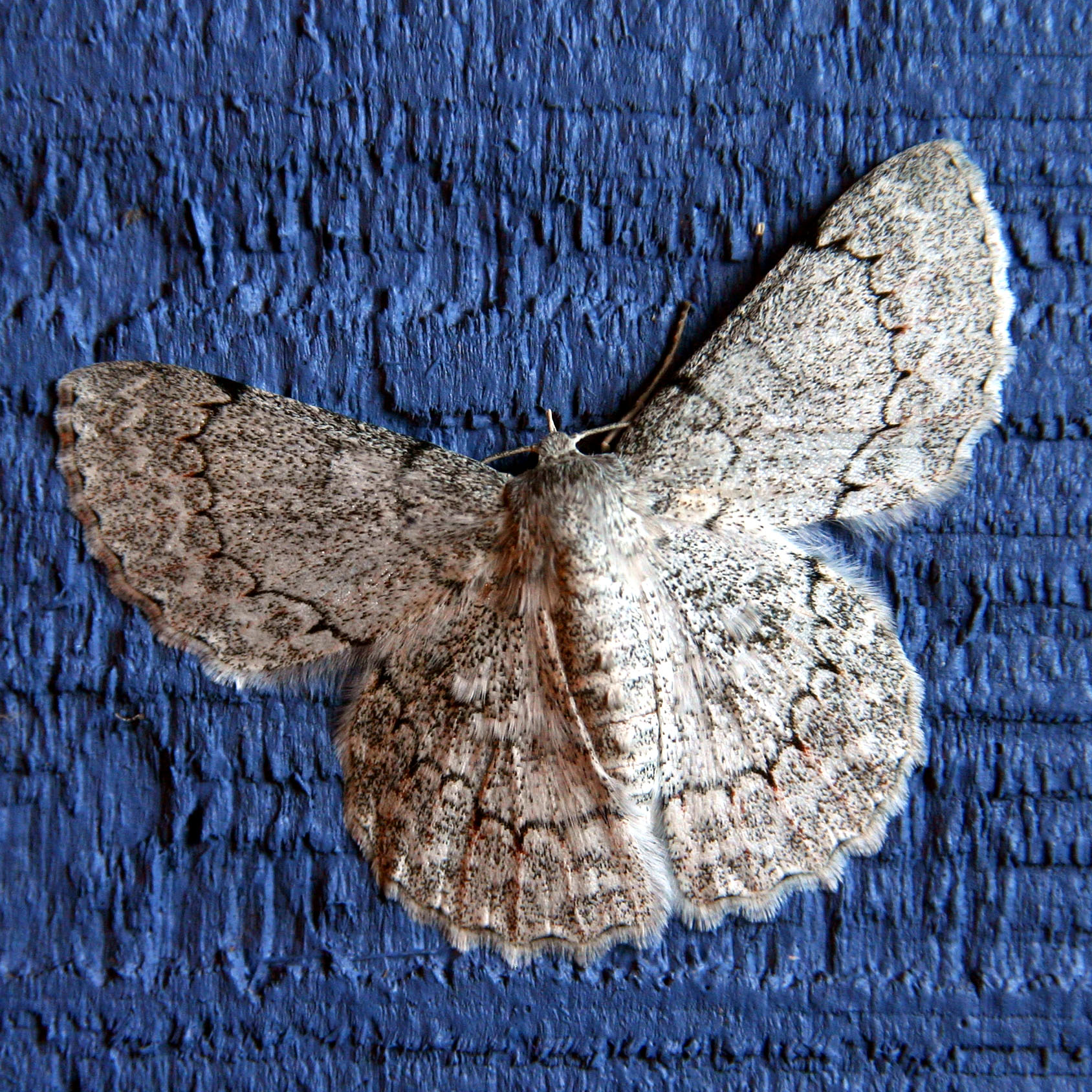

## Dottertaxa tillPingasa, i alfabetisk ordning[1]
- Pingasa abyssinaria
- Pingasa acutangula
- Pingasa aigneri
- Pingasa alba
- Pingasa albida
- Pingasa alboapicata
- Pingasa alterata
- Pingasa andamanica
- Pingasa angulifera
- Pingasa aravensis
- Pingasa atriscripta
- Pingasa atropa
- Pingasa attenuans
- Pingasa austrina
- Pingasa batiaria
- Pingasa blanda
- Pingasa borbonisaria
- Pingasa brunnescens
- Pingasa candidaria
- Pingasa celata
- Pingasa chlora
- Pingasa chloraria
- Pingasa chloroides
- Pingasa cinerea
- Pingasa communicans
- Pingasa commutata
- Pingasa cornivalva
- Pingasa crenaria
- Pingasa decristata
- Pingasa delotypa
- Pingasa depleta
- Pingasa dispensata
- Pingasa distensaria
- Pingasa distenta
- Pingasa ecchloraria
- Pingasa elutriata
- Pingasa eugrapharia
- Pingasa floridensis
- Pingasa furvifrons
- Pingasa gracilis
- Pingasa grandidieri
- Pingasa griveaudi
- Pingasa herbuloti
- Pingasa holochroa
- Pingasa hypoleucaria
- Pingasa hypoxantha
- Pingasa interrupta
- Pingasa irrorataria
- Pingasa javensis
- Pingasa lahayei
- Pingasa lariaria
- Pingasa latifascia
- Pingasa leucostigmaria
- Pingasa lombokensis
- Pingasa manilensis
- Pingasa meeki
- Pingasa multispurcata
- Pingasa munita
- Pingasa nobilis
- Pingasa nyctemerata
- Pingasa pacifica
- Pingasa pallidata
- Pingasa pauciflavata
- Pingasa paulinaria
- Pingasa perfectaria
- Pingasa porphyrochrostes
- Pingasa pryeri
- Pingasa pseudoterpinaria
- Pingasa respondens
- Pingasa rhadamaria
- Pingasa rhodozona
- Pingasa rubicunda
- Pingasa rufata
- Pingasa rufifascia
- Pingasa rufofasciata
- Pingasa ruginaria
- Pingasa secreta
- Pingasa signifrontaria
- Pingasa singularis
- Pingasa subdentata
- Pingasa sublimbata
- Pingasa subpurpurea
- Pingasa subviridis
- Pingasa tapungkanana
- Pingasa tephrosiaria
- Pingasa ultrata
- Pingasa undascripta
- Pingasa venusta
- Pingasa victoria